# Sint-Nicolaaskerk (Lüneburg)
De Sint-Nicolaaskerk (Duits: St. Nicolai) is de jongste en kleinste van de drie hoofdkerken in de Duitse stad Lüneburg. De aan de heilige Nicolaas gewijde kerk is een drieschepige basiliek in de stijl van de baksteengotiek. Sinds de invoering van de reformatie in 1530 in Lüneburg is het een protestants godshuis. De kerk is gelegen aan de EuRoB, de Europese route van de baksteengotiek. Het gebouw behoort tot de zogenaamde Offene Kirchen en is buiten de erediensten en bijzonderheden gelaten doorgaans zeven dagen per week geopend voor bezoekers.

## Geschiedenis
De voorganger van de huidige Nicolaaskerk was een in 1409 gebouwde kapel. Het betrof, als alternatief voor de klooster- en bisschopskerken, het eerste sacrale bouwwerk van Lüneburg dat op initiatief van de stad werd opgericht. De stadsraad besloot al in 1420 om de burgerlijke kapel te vergroten tot een kerk. Deze verbouwing werd in 1440 voltooid. Pas 20 jaar later begon men met de bouw van de toren, maar wegens geldgebrek stokte de bouw. In het jaar 1587 kreeg de gedrongen toren een spits, die echter in 1831 wegens bouwvalligheid moest worden afgebroken. Ook het kerkschip verkeerde tegen die tijd niet meer in goede staat. Daarom werd er in 1843 een vereniging opgericht om de kerk te redden. Dankzij deze reddingactie kon de restauratie van het kerkschip vanaf 1869 en de bouw van een in 1896 voltooide neogotische toren worden verwezenlijkt.

## Bouwbeschrijving
De kerk is een van de laatste baksteenbasilieken die werd gebouwd en is een van de weinige kerken in haar soort die de Tweede Wereldoorlog zonder beschadiging overleefde. Indrukwekkend is het ongeveer 7,20 meter brede en 28,70 meter hoge gotische middenschip met de voor Noord-Duitsland unieke achtpuntige stergewelven. Door de talrijke restauraties drukt de 19e eeuw een zwaar stempel op de rest van de gotische kerk.
De neogotische 92,70 meter hoge toren behoort tot de hoogste kerktorens van Nedersaksen. Op drie zijden is de toren voorzien van een torenklok. Wegens de aanleg van een trap was een vierde klok aan de noordzijde niet mogelijk.

## Interieur
Het hoogtepunt van het interieur betreft een altaar uit de in 1861 afgebroken Sint-Lambertuskerk. Het altaar dateert uit circa 1440 en is een meesterwerk van de uit Lüneburg afkomstige Hans Snitker.
De beschilderde vleugels en de (als middeleeuwse kooplieden afgebeelde) profeten op de predella worden toegeschreven aan de Hamburger Hans Bornemann.
De kooromgang herbergt resten van het hoogaltaar van het opgeheven klooster Heiligenthal. De reliëfs zijn van 1425, de beschilderde panelen waarop vier scènes uit het leven van heilige Laurentius en de apostel Andreas (waarvan één met het vroegste stadsgezicht van Lüneburg) zijn van 1450. Voorts bevinden zich in de kooromgang twee eveneens van de Laurentiuskerk afkomstige gietijzeren deuren uit 1625.
De kerk heeft voorts een doopvont als laatste getuige van de in 1651 afgebroken Sint-Cyriacuskerk die in de buurt van het Sint-Michaëlklooster lag.
Het orgel met een neogotische orgelkas werd in 1899 gebouwd door Philipp Furtwängler & Söhne. Na meerdere veranderingen werd het instrument in het jaar 2002 weer in de originele toestand teruggebracht.

## Klokken
Voor de afbraak van de toren in 1830 werden de klokken verkocht. De kerk verkreeg na de afbraak van de Sint-Laurentiuskerk vijf nieuwe luidklokken, maar die moesten met uitzondering van de Mariaklok (doorsnee 1,90 meter) in de Eerste Wereldoorlog ter omsmelting worden afgegeven. Ter compensatie kreeg men een luidklok uit Fischhausen. In 2009 werd er nog een nieuwe luidklok gegoten. Op 4 oktober 2009 luidden de drie luidklokken voor het eerst samen. Het slaguurwerk bestaat uit twee klokken, de Catharinabel (elk vol uur) en de Fransiscusbel (elk kwartier).
| Nr. | Naam                 | Gietjaar | Gieter                       | Gewicht (kg) | Slagtoon |
| --- | -------------------- | -------- | ---------------------------- | ------------ | -------- |
| 1   | Marienglocke         | 1491     | Geert van Wou                | 4200         | a°       |
| 2   | Klok uit Fischhausen | 1674     |                              | 1040         | e’       |
| 3   | Schifferglocke       | 2009     | Klokkengieterij Rinker, Sinn | 2640         | a’       |
| 4   | Katharinenschelle    | 1445     |                              |              |          |
| 4   | Franziskusschelle    | 1516     |                              |              |          |

## Afbeeldingen

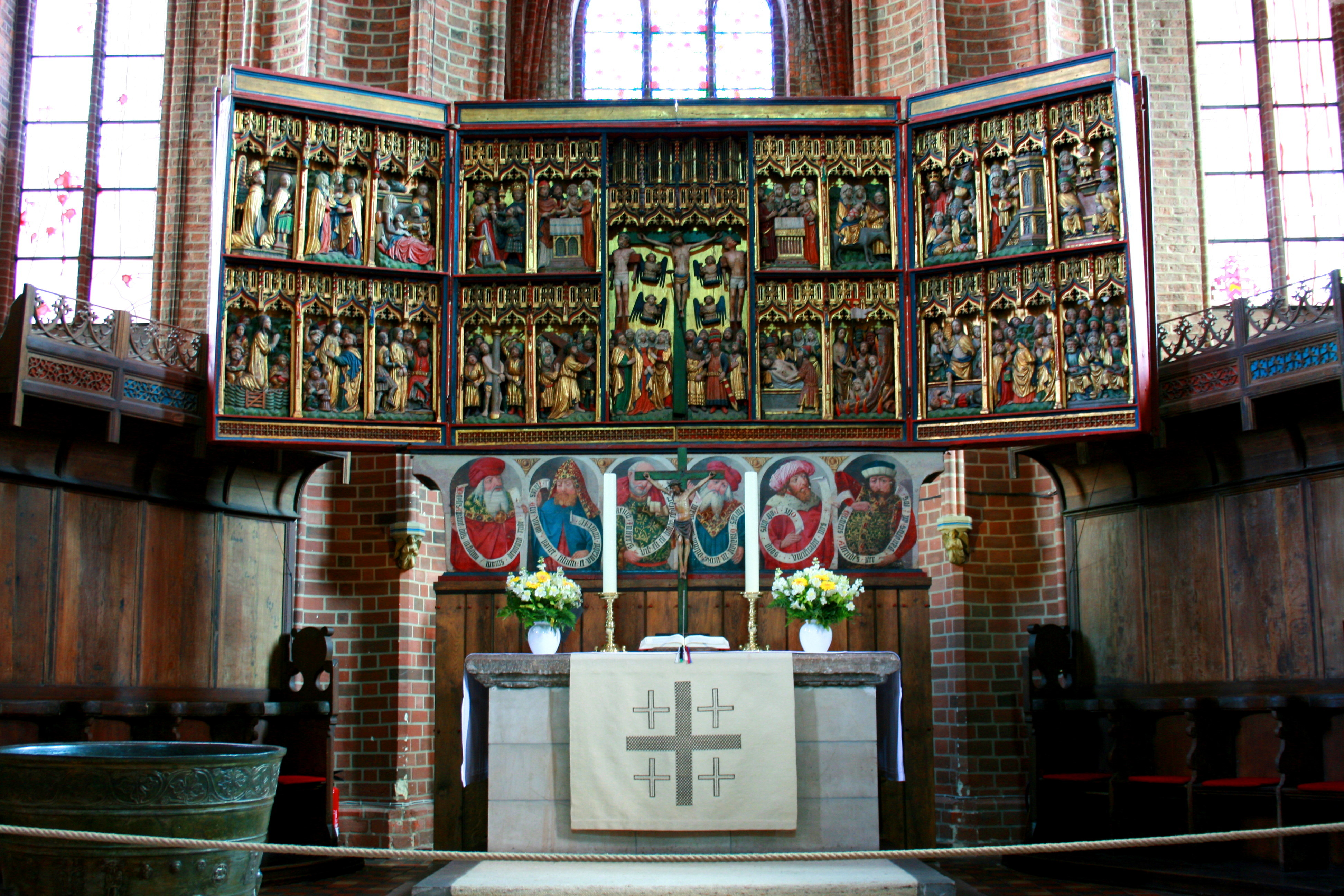
Hoofdaltaar
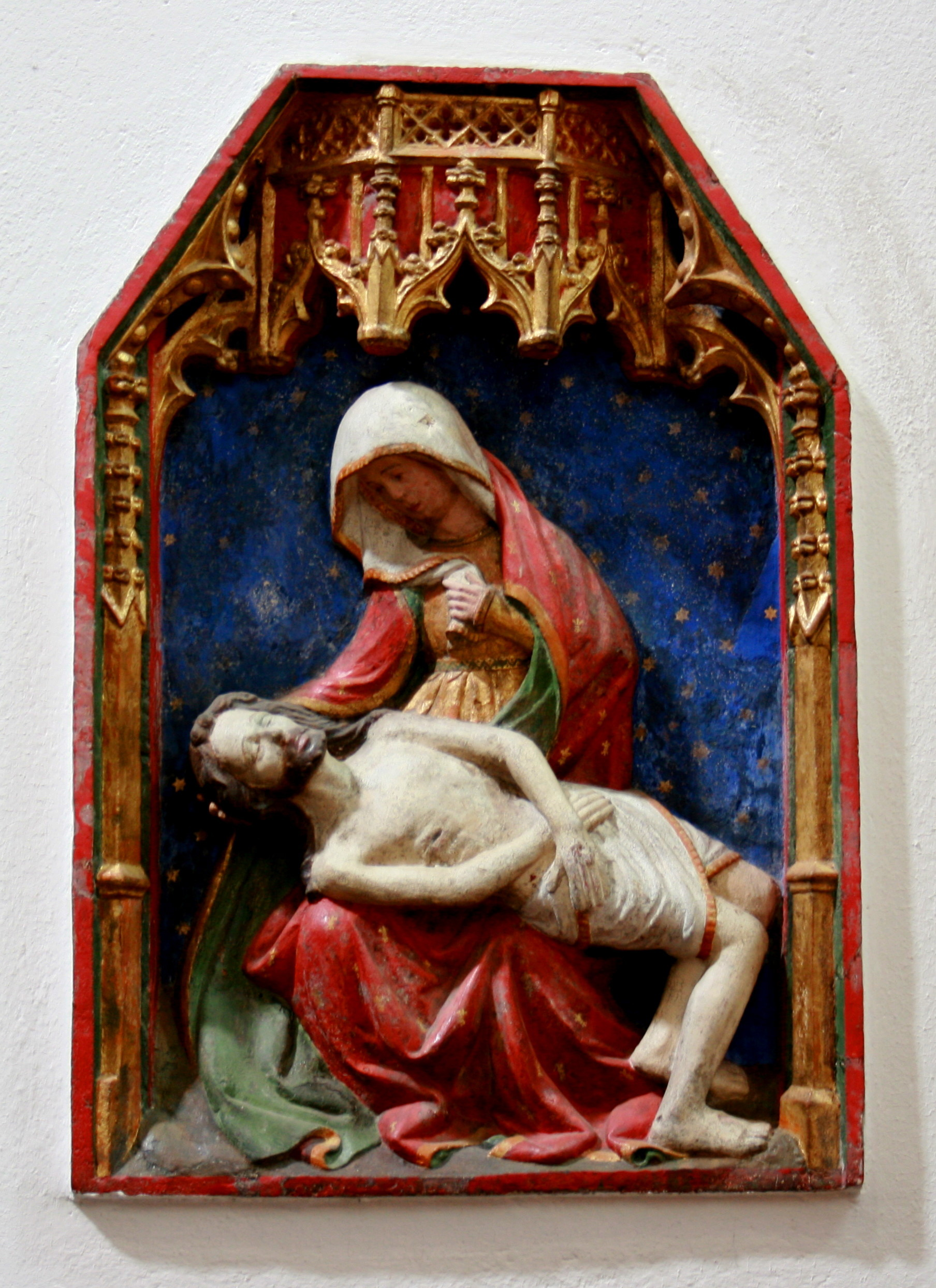
Piëta in nis
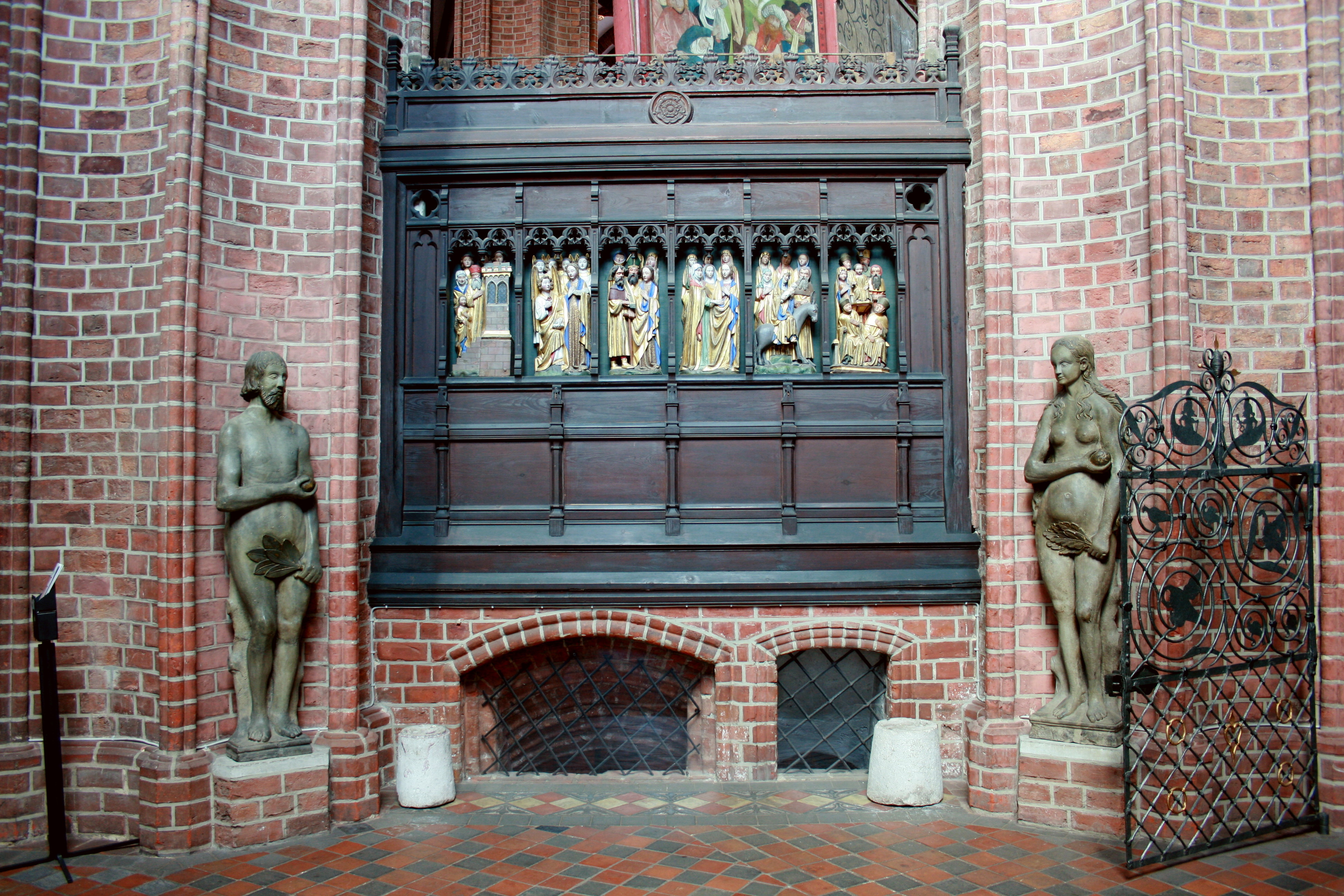
Resten van het hoogaltaar klooster Heiligenthal
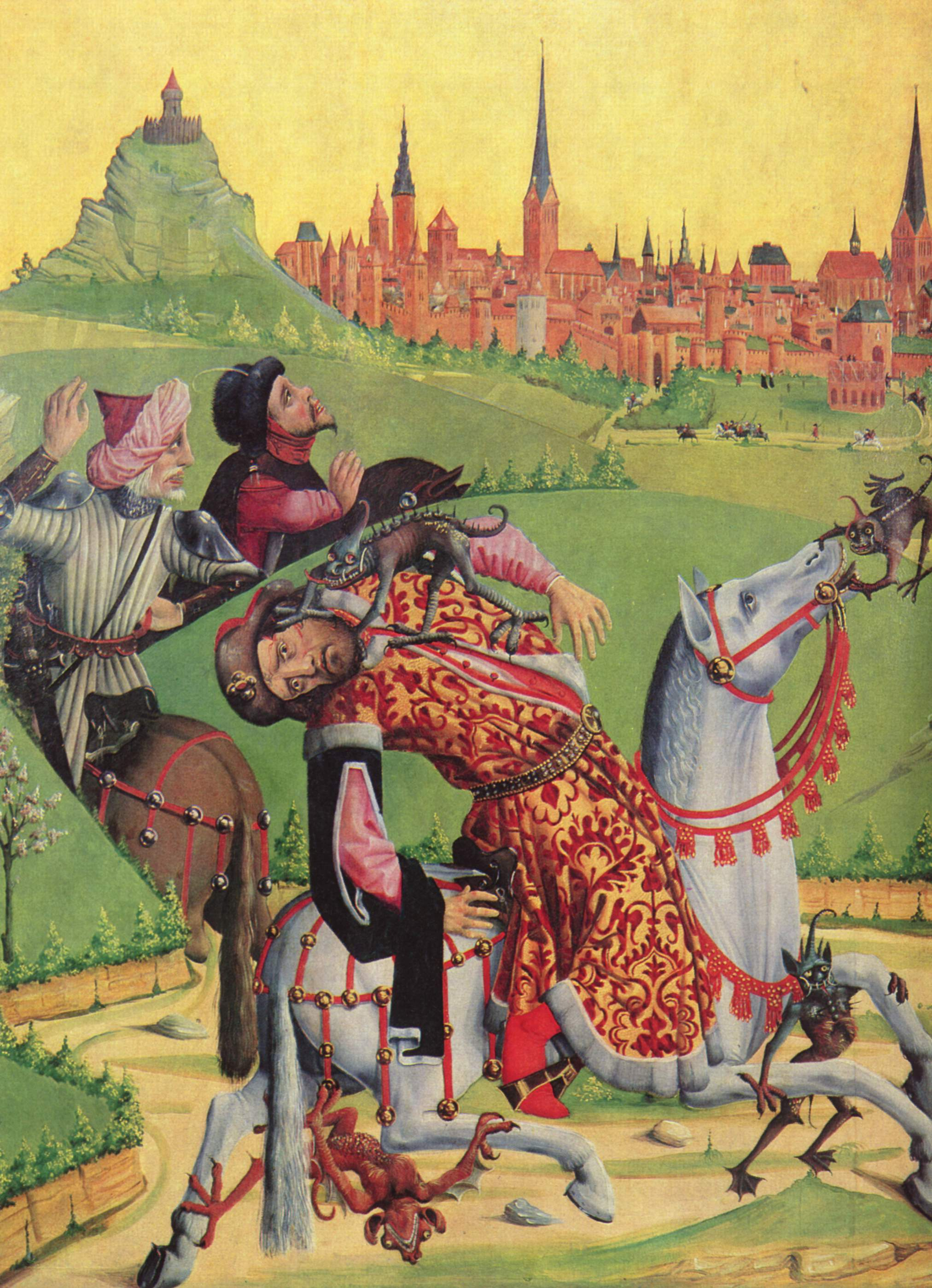
Paneel Hans Bornemann (1444-1447); bestraffing van stadhouder Aegeas na de terechtstelling van de apostel Andreas